# Drag

Blazonul (Herb) Drag - Sas

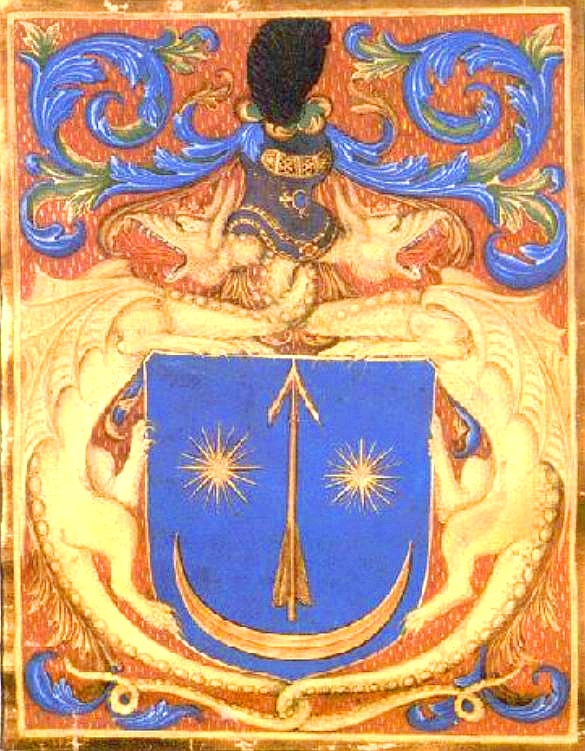
Blazonul familiei Drágffy

Drag, Magistrul (Bélteki Drág, Drag de Beltiug) a fost fiul lui Sas, fratele lui Balc și nepotul lui Dragoș I.

## Comite
În 1365, primește, împreună cu Balc, titlul de comite al Maramureșului. Drag a fondat împreuna cu Balc Mănăstirea Peri. Ultima dată cand a fost menționat în documente a fost în 1395, an în care a murit Balc. Drag este strămoșul familiei nobiliare Dragfi din Beltiug (numita și Drágffy, Drágffy de Béltek sau Bélteki Drágffy).